# Interstate 57
L'Interstate 57 (I-57) è un'autostrada statunitense della Interstate Highway che si estende per 621,40 chilometri e collega Miner con Chicago.